# 호르헤 데라로사
호르헤 알베르토 데 라 로사(Jorge Alberto De La Rosa, 1981년 4월 5일 ~ )는 전 멕시코의 야구 선수이다.